# 社區報業集團
社区报业集团是西澳大利亚珀斯的一家社区报纸企业。该企业由西部七號傳媒集團所有，其在珀斯大都会地区售卖社区报纸，售卖范围由该市北部的扬切普和双岩延伸到南部的曼杜拉。
社区报业集团成立于1985年。  2019年5月， 西部七號傳媒集團收购了其原所有者澳大利亚新闻集团，并获得其所以权，并将其总部从北桥迁至奥斯本公园。  
2021年8月，Seven West Media停止出版社区报业集团品牌的大部分报纸，并以PerthNow报纸取而代之。   

## 出版物
社区报业集团出版珀斯本地资讯及时事新闻的报纸。 
 

2018年，社区报业集团的许多报纸停刊，并将其出版转移到线上。 这些数字报纸在communitynews.com.au 上发布，包括：
- 评论新闻
- 守护者快讯
- 艾伦布鲁克/天鹅谷倡导者
- 希尔斯/雅芳谷公报
- 米德兰/卡拉蒙达记者
- 北岸时报
- 周末/奎纳纳快报

2020年4月，社区报业集团将其网站所有报纸内容转移至PerthNow网站。 